# Alexis Texas
Alexis Texas, född 25 maj 1985 i Castroville, Texas, är en amerikansk porrskådespelare och modell. Hon påbörjade sin karriär inom porrbranschen 2007 när hon var 21 år gammal.

## Biografi

### Uppväxt
Alexis Texas föddes i militärbasen i Panama men växte upp i Castroville-området i Texas.

### Karriär
2012 signerade hon på ett ettårigt exklusivt kontrakt med företaget Adam & Eve.. Ett drygt år senare kom beskedet att detta samarbete avslutats.
2011 medverkade hon i skräckkomedin Bloodlust Zombies, vilket var hennes debut i mainstream-filmer utanför den pornografiska filmvärlden.

## Utmärkelser
- 2008 Night Moves Adult Entertainment Award – Best New Starlet, Fans' Choice[10]
- 2008 Empire Award - Best All-Sex DVD  - Alexis Texas is Buttwoman[11]
- 2009 AVN Award - Best All-Sex Release - Alexis Texas is Buttwoman[12]
- 2009 CAVR Award – Performer of Year[13]
- 2009 XRCO Award - Best Gonzo Movie - Alexis Texas is Buttwoman (Elegant Angel)[14]
- 2010 AVN Award – Best All-Girl Group Sex Scene – Deviance[15]
- 2010 F.A.M.E. Award – Favorite Ass[16]
- 2010 F.A.M.E. Award – Hottest Body[16]
- 2011 AVN Award – Best All-Girl Three-Way Sex Scene – Buttwoman vs. Slutwoman[17]
- 2011 AVN Award – Best Group Sex Scene – Buttwoman vs. Slutwoman[17]
- 2011 AVN Award – Best Tease Performance – Car Wash Girls[17]